# 1955년 9월 30일
《1955년 9월 30일》(September 30, 1955)은 미국에서 제작된 제임스 브리지스 감독의 1977년 드라마 영화이다. 리차드 토마스 등이 주연으로 출연하였고 제리 웨인트럽 등이 제작에 참여하였다.

## 출연

### 주연
- 리차드 토마스
- 수잔 티렐

### 조연
- 데보라 벤슨
- 리사 블런트
- 톰 헐스
- 데니스 퀘이드
- 데니스 크리스토퍼
- 콜린 윌콕스 팩스턴
- 벤 퍼만
- 브라이언 스콧
- 베티 하포드
- 레이 헴필
- 존 피어스
- 조지 존슨
- 마크 앤드류스
- 론 캠벨

## 기타
- 세트: 샤론 토머스

## 평가
뉴욕 타임즈는 이 영화에 대해 재밌고 침통하며 너무 정확하다고 이야기했다.